# Mikro-
 "Mikro" omdirigeres hertil. For andre betydninger af Mikro, se Mikrobølgeovn.
Mikro er et SI-præfiks, som betyder en milliontedel af en enhed. En mikrometer er f.eks. en milliontedel meter, dvs. 0,000.001 m. Det angives ved forstavelsen µ (af det græske bogstav μ (my)), altså skrives f.eks. mikrometer som µm. Navnet stammer fra det græske ord mikros, der betyder lille.
| Sprog | Spire Denne artikel om sprog er en spire som bør udbygges. Du er velkommen til at hjælpe Wikipedia ved at udvide den. |